# تيتونكا
تيتونكا (بالإنجليزية: Titonka, Iowa)‏ هي مدينة تقع في ولاية آيوا في الولايات المتحدة. تبلغ مساحة هذه المدينة 0.73 (كم²)، وترتفع عن سطح البحر 354 م، بلغ عدد سكانها 476 نسمة في عام 2012 حسب إحصاء مكتب تعداد الولايات المتحدة.

## التركيبة السكانية
قام مكتب تعداد الولايات المتحدة بتحديد بيانات التركيبة السكانية لتيتونكافي تعداد الولايات المتحدة. في ما يلي، التركيبة السكانية حسب تعدادي 2000 و2010.

### تعداد عام 2000
بلغ عدد سكان تيتونكا 584 نسمة بحسب تعداد عام 2000، وبلغ عدد الأسر 250 أسرة وعدد العائلات 148 عائلة مقيمة في المدينة. في حين سجلت الكثافة السكانية 2,092.2 نسمة لكل ميل مربع (807.8/كم2). وبلغ عدد الوحدات السكنية 279 وحدة بمتوسط كثافة قدره 999.5 نسمة لكل ميل مربع (385.9/كم2).
وتوزع التركيب العرقي للمدينة بنسبة 99.32% من البيض و 0.17% من الأمريكيين ذوي الأصول الآسيوية و 0.51% من عرقين مختلطين أو أكثر.
بلغ عدد الأسر 250 أسرة كانت نسبة 24.4% منها لديها أطفال تحت سن الثامنة عشر تعيش معهم، وبلغت نسبة الأزواج القاطنين مع بعضهم البعض 52.4% من أصل المجموع الكلي للأسر، ونسبة 5.6% من الأسر كان لديها معيلات من الإناث دون وجود شريك، وكانت نسبة 40.4% من غير العائلات. تألفت نسبة 38.4% من أصل جميع الأسر من أفراد ونسبة 25.2% كانوا يعيش معهم شخص وحيد يبلغ من العمر 65 عاماً فما فوق. وبلغ متوسط حجم الأسرة المعيشية 2.94، أما متوسط حجم العائلات فبلغ 2.21.
بلغ العمر الوسطي للسكان 46 عاماً. وكانت نسبة 21.4% من القاطنين تحت سن الثامنة عشر، وكانت نسبة 6.3% بين الثامنة عشر والأربعة وعشرون عاماً، ونسبة 20.9% كانت واقعةً في الفئة العمرية ما بين الخامسة والعشرون حتى والأربعة وأربعون عاماً، ونسبة 16.8% كانت ما بين الخامسة والأربعون حتى الرابعة والستون، ونسبة 34.6% كانت ضمن فئة الخامسة والستون عاماً فما فوق. يوجد لكل 100 أنثى 81.9 ذكر، ويوجد لكل 100 أنثى في الثامنة عشر من عمرها فما فوق 75.2 ذكر.
بلغ متوسط دخل الأسرة في المدينة 35,147 دولار، أما متوسط دخل العائلة فبلغ 44,125 دولار. وكان متوسط دخل الذكور 26,500 دولار مقابل 19,750 دولار للإناث. وسجل دخل الفرد الخاص بالمدينة 16,594 دولار. وكانت نسبة 3.9% من العائلات ونسبة 5.8% من السكان تحت خط الفقر، وكان من هؤلاء نسبة 9.9% تحت سن الثامنة عشر ونسبة 6.1% في الخامسة والستين من العمر وما فوق.

### تعداد عام 2010
بلغ عدد سكان تيتونكا 476 نسمة بحسب تعداد عام 2010، وبلغ عدد الأسر 223 أسرة وعدد العائلات 114 عائلة مقيمة في المدينة. في حين سجلت الكثافة السكانية 1,700.0 نسمة لكل ميل مربع (656.4/كم2). وبلغ عدد الوحدات السكنية 264 وحدة بمتوسط كثافة قدره 942.9 لكل ميل مربع (364.1/كم2).
وتوزع التركيب العرقي للمدينة بنسبة 98.7% من البيض و 0.2% من الأمريكيين الأصليين و 0.4% من سكان جزر المحيط الهادئ و 0.6% من عرقين مختلطين أو أكثر.
بلغ عدد الأسر 223 أسرة كانت نسبة 20.6% منها لديها أطفال تحت سن الثامنة عشر تعيش معهم، وبلغت نسبة الأزواج القاطنين مع بعضهم البعض 43.0% من أصل المجموع الكلي للأسر، ونسبة 7.2% من الأسر كان لديها معيلات من الإناث دون وجود شريك، بينما كانت نسبة 0.9% من الأسر لديها معيلون من الذكور دون وجود شريكة وكانت نسبة 48.9% من غير العائلات. وبلغ متوسط حجم الأسرة المعيشية 2.85، أما متوسط حجم العائلات فبلغ 1.99.
بلغ العمر الوسطي للسكان 52.4 عاماً. وكانت نسبة 20.4% من القاطنين تحت سن الثامنة عشر، وكانت نسبة 4.8% بين الثامنة عشر والأربعة وعشرون عاماً، ونسبة 16% كانت واقعةً في الفئة العمرية ما بين الخامسة والعشرون حتى والأربعة وأربعون عاماً، ونسبة 24.7% كانت ما بين الخامسة والأربعون حتى الرابعة والستون، ونسبة 34% كانت ضمن فئة الخامسة والستون عاماً فما فوق. وتوزع التركيب الجنسي للسكان بنسبة 46.0% ذكور و54.0% إناث.

## وصلات خارجية
- City of Titonka, Iowa Website